# Белянкі (Лодзинське воєводство)
Белянкі (пол. Bielanki) — село в Польщі, у гміні Бжезіни Бжезінського повіту Лодзинського воєводства.
Населення — 118 осіб (2011).
У 1975—1998 роках село належало до Скерневицького воєводства.

## Демографія
Демографічна структура станом на 31 березня 2011 року:
|          | Загалом | Допрацездатний вік | Працездатний вік | Постпрацездатний вік |
| -------- | ------- | ------------------ | ---------------- | -------------------- |
| Чоловіки | 55      | 8                  | 39               | 8                    |
| Жінки    | 63      | 14                 | 36               | 13                   |
| Разом    | 118     | 22                 | 75               | 21                   |